# Riley Smith
Ne doit pas être confondu avec Riley B. Smith.
Riley Smith (né le 12 avril 1978) est un acteur américain. Il est surtout connu pour ses rôles de Rob Laird dans Drive, Frank Sullivan dans Frequency ou encore Ryan Hudson dans Nancy Drew.

## Biographie

### Jeunesse
Riley Smith est le fils de Russ et Roxanne Smith. Il est né à Cedar Rapids, Iowa, et a grandi à Marion, Iowa dans le ranch de ses parents,. Il est devenu un cavalier accompli, participant pour la première fois à un concours hippique à l'âge de 9 ans. À l'âge de 15 ans, il s'est classé 4e dans la division Juments de 3 ans au Championnat du monde de la jeunesse américaine Quarter Horse et, à 16 ans, a remporté le Championnat du monde de la jeunesse américaine Quarter Horse,. À l'âge de 17 ans, il devient président de l'association de jeunesse qui compte 50 000 membres, devenant ainsi la plus jeune personne à occuper le poste de président de l'association,.
Il est diplômé de l'Alburnett Junior-Senior High School en 1997 et son intention initiale était d'obtenir un diplôme universitaire, mais il est « découvert » au centre commercial Westdale à Cedar Rapids par un découvreur de talents local et s'est envolé pour New York pour participer à la convention de l'International Modeling and Talent Association (IMTA),,. Il a participé à une campagne de mannequins Tommy Hilfiger et a utilisé l'argent qu'il a gagné pour payer des cours de théâtre.

### Carrière

#### À la télévision
Trois mois après la campagne Hilfiger, Riley Smith part pour Los Angeles pour faire un test d'écran pour le pilote de Minor Threat de The WB de 1998, mais la série n'ai finalement pas choisi. Par la suite, il a réalisé huit pilotes de séries pour des réseaux aux heures de grande écoute.
Smith a eu des rôles récurrents dans la série CBS Le Monde de Joan, la série Fox 24 Heures chrono, la série WB Summerland et la série NBC Freaks and Geeks. Il a également été l'un des acteurs principaux de l'émission de Fox Drive.
En 2008, Smith s'est associé à l'Académie du Cinéma et de la Télévision pour créer une série éducative destinée aux enfants et adolescents intéressés par l'industrie du divertissement et en 2009, il est apparu dans un épisode de Ghost Whisperer. Il est apparu dans sept épisodes de la cinquième saison de 90210 dans le rôle de Riley Wallace, de 2012 - 2013.
En 2014, Smith a joué le rôle de Keith dans la série de HBO True Blood. En 2015, il a joué Markus Keen dans la série dramatique musicale d'ABC Nashville. En 2016, il a joué le rôle de Frank Sullivan dans la série dramatique CW, Frequency. En 2018, il est annoncé dans la distribution principale de la série Proven Innocent aux côtés de Rachelle Lefevre.
En 2019, il rejoint officiellement la distribution principale de la série Nancy Drew. Il avait déjà rejoint la distribution en seconde option en cas d'annulation de la série Proven Innocent auprès de laquelle il était déjà engagé.

#### Au cinéma
Riley Smith est apparu dans les films Arac Attack, les monstres à huit pattes, Sex Academy, Radio, Une journée à New York, American Girlset le film nommé au Grand Jury du Festival du film de Sundance, Weapons.
Pour le film Une journée à New York, lui et sa co-star Jared Padalecki ont été sélectionnés pour leurs rôles par les sœurs Mary-Kate et Ashley Olsen. Après son rôle de Jim, l'intérêt amoureux pour le personnage de Jane jouée par Ashley, il a admis qu'il ne pouvait pas distinguer les deux sœurs.
Dans Radio, il avait le rôle de Johnny Clay, star de l'équipe et chef du groupe faisant de vilaines farces au personnage de Cuba Gooding, Jr.. Pour leur travail dans le film, les principaux membres de la production ont reçu un CAMIE Award en 2005 ; ceux-ci comprenaient le producteur exécutif Todd Garner, le réalisateur Michael Tollin, le scénariste Mike Rich et les acteurs Cuba Gooding Jr., Ed Harris, Riley Smith, Alfre Woodard, Brent Sexton, Sharon Epatha Merkerson et Sarah Drew.

#### Musique
Pour combler les temps morts sur les plateaux de tournage, Riley Smith a commencé à jouer de la guitare, et en 2006, lui et Henri O'Connor ont formé le groupe "The Life of Riley", dont il est guitariste et chanteur principal. Son idée originale était d'écrire de la musique qui pourrait être utilisée dans ses films, mais après avoir écrit 16 chansons, le groupe en a choisi 11 et a enregistré un album. Depuis août 2010, le groupe basé à Los Angeles a sorti trois CD : The Life of Riley (2007), Long Way Home EP (2009), Live in Hollywood at the Hotel Cafe (2010) et By The Way (2012).
Seul, il a sorti un EP, Riley Smith (2017), et une dizaine de singles.

### Vie privée
Il est en couple avec Ashli Robson, ils ont une fille Shiloh Ryn Smith née en 2019.

## Filmographie

### Cinéma
- 2000 : Voodoo Academy de David DeCoteau (direct-to-video) : Christopher Sawyer
- 2000 : Lovers Lane de Jon Steven Ward : Michael Lamson
- 2000 : American Girls de Peyton Reed : Pom-pom boy
- 2001 : Sex Academy de Joel Gallen : Les
- 2002 : Arac Attack, les monstres à huit pattes de Ellory Elkayem : Randy
- 2002 : Full Ride de Mark Hoeger : Matt Sabo
- 2003 : Barely Legal de Jose Montesinos : Jake
- 2003 : Radio de Michael Tollin : Johnny
- 2004 : Une journée à New York de Dennie Gordon : Jim
- 2007 : Weapons de Adam Bhala Lough : Jason
- 2007 : White Air de U. Wolfgang Wagenknecht : Alex Crow
- 2007 : Graduation de Mike Mayer : Chauncey Boyd
- 2008 : Dancing Girls de Darren Grant : Russ
- 2011 : Game War de Mark Millhone : Lance
- 2012 : Gallow Walkers de Andrew Goth : Fabulos
- 2014 : Shirin in Love de Ramin Niami : William
- 2014 : Dragon Nest: Warriors' Dawn de Yuefeng Song : Voix additionnelles
- 2014 : 10,000 Days de Eric Small : Sam Beck
- 2016 : Bleed de Tripp Rhame : Eric
- 2016 : Interior Night de Alan Watt : Eddie Banks
- 2022 : Get Away If You Can de Dominique Braun et Terrence Martin : Graham

### Courts-métrages
- 2004 : The Plight of Clownana : Riley
- 2012 : Sunday's Mother : Jason
- 2013 : A Day in the Country : Lieutenant Nikl
- 2015 : Margreet : Rene
- 2017 : The Life of Ricky : Ricky Jones (également scénariste et producteur executif)

### Télévision
- 1998 : One World : Riley (saison 1, épisode 7)
- 1999 : Sept à la maison : Tyler (saison 4, épisode 5)
- 2000 : Freaks and Geeks : Todd Schellinger
- 2000 : Hang Time : Dave Carter (saison 6, épisode 4)
- 2000 : Deuxième Chance : Pace (2 épisodes)
- 2001 : Gideon's Crossing : Derek Fitzhugh (3 épisodes)
- 2001 : All About Us : Jeremy (saison 1, épisode 4)
- 2002 : Le Ranch des McLeod : Jeune homme #1 (saison 2, épisode 6)
- 2002 : Raising Dad : Jared Ashby
- 2002 : Les Anges de la nuit : Garçon de 18 ans (saison, 1, épisode 4)
- 2002 : Boston Public : Mark (saison 3, épisode 3)
- 2003 : Les Experts : Miami : Jack (saison 1, épisode 21)
- 2003 : Peacemakers : Eric Soper (saison 1, épisode 2)
- 2003 : 24 Heures chrono : Kyle Singer
- 2004 : Summerland : Tanner (2 épisodes)
- 2004 : Hawaii : Sheldon (saison 1, épisode 7)
- 2004 - 2005 : Le Monde de Joan : Andy Baker (5 épisodes)
- 2007 : Drive : Rob Laird
- 2007 : Les Experts : Jordan Rockwell (saison 8, épisode 7)
- 2007 : Women's Murder Club : Jamie Galvan (saison 1, épisode 7)
- 2008 : Esprits criminels : Ryan Phillips (saison 3, épisode 12)
- 2009 : Ghost Whisperer : Sean Flannery (saison 5, épisode 6)
- 2010 : Leverage : Dr. Abernathy (saison 3, épisode 11)
- 2011 : The Closer : L.A. enquêtes prioritaires : Trey Gavin (saison 6, épisode 15)
- 2011 : The Glades : Greg Wheeler (saison 2, épisode 13)
- 2011 : The Playboy Club : Wade (2 épisodes)
- 2012 - 2013 : 90210 Beverly Hills : Nouvelle Génération : Riley Wallace
- 2013 : Beauty and the Beast : Le fabricant de bombes (2 épisodes)
- 2014 : True Blood : Keith (5 épisodes)
- 2014 : True Detective : Steve Mercier
- 2015 : The Messengers : Mark Plowman
- 2015 : Nashville : Markus Keen
- 2016 : Les Experts : Cyber : Keith Walker (saison 2, épisode 14)
- 2016 - 2017 : Frequency : Frank Sullivan
- 2018 : Life Sentence : Dr. Will Grant
- 2019 : Proven Innocent : Levi Scott
- 2019 - 2023 : Nancy Drew : Ryan Hudson
- 2023 - 2024 : Grey's Anatomy : Station 19 : Capitaine Farris (3 épisodes)

#### Téléfilms
- 1999 : Alien Arsenal : Chad
- 1999 : Wild Grizzly : Josh Harding
- 2001 : Motocrossed : Dean Talon
- 2001 : Chestnut Hill : Jamie Eastman
- 2002 : Eastwick : Dakota
- 2005 : Panique sur la côte : Shane Jones
- 2006 : The Way : Karl
- 2008 : The Madness of Jane : Dane
- 2010 : Night and Day : Jim Pollard
- 2011 : Cooper and Stone : Danny Kovacs
- 2013 : Un dernier tour pour Noël : Tommy Harris
- 2013 : Untitled Bounty Hunter Project : Sean Huggins
- 2014 : Deliverance Creek : Toby
- 2015 : The HOA : Shawn
- 2015 : Studio City : Jax
- 2016 : Urban Cowboy : Wes

## Voix françaises
- Damien Ferrette dans : 
  - Nancy Drew
  - Proven Innocent
  - Frequency
  - The Messengers
  - True Blood

- Julien Allouf dans : 
  - 90210 Beverly Hills : Nouvelle Génération

- John Kokou dans : 
  - Les Experts : Cyber

- Pierre Tessier dans : 
  - Le Monde de Joan

- Gilduin Tissier dans : 
  - True Detective

 Source et légende : version française (VF) sur RS Doublage

## Distinctions

### Récompenses
- 2005 : CAMIE Award pour Radio, partagé avec Todd Garner, Michael Tollin, Mike Rich, Cuba Gooding Jr., Ed Harris, Alfre Woodard, Brent Sexton, Sharon Epatha Merkerson et Sarah Drew.